# Federico Testa
Federico Testa (Verona, 20 agosto 1954) è un politico italiano.

## Biografia

### Elezione a deputato
Alle elezioni politiche del 2008 viene eletto deputato della XVI legislatura della Repubblica Italiana nella circoscrizione VII Veneto per il Partito Democratico.

### ENEA
È il direttore del dipartimento di Economia aziendale e ordinario di Economia e Gestione delle imprese dell'università di Verona e nel 2014 è stato nominato Commissario dell'ENEA, l'Agenzia nazionale per le nuove tecnologie, l'energia e lo sviluppo economico sostenibile, ente di ricerca pubblico che si occupa di tematiche energetiche e ambientali. Nominato Commissario straordinario il 6 agosto 2014 con decreto del ministro dello Sviluppo economico Federica Guidi, è stato poi nominato, nel 2015, Presidente dell'ENEA.